# Préaux (Indre)
Pour les articles homonymes, voir Préaux.
Préaux est une commune française située dans le département de l'Indre, en région Centre-Val de Loire.

## Géographie

### Localisation
La commune est située dans le nord-ouest du département, à la limite avec le département d'Indre-et-Loire. Elle est située dans la région naturelle du Boischaut Nord.
Les communes limitrophes sont : Saint-Médard (3 km), Villedômain (4 km), Écueillé (8 km), Heugnes (9 km), Villegouin (9 km) et Palluau-sur-Indre (9 km).
Les communes chefs-lieux et préfectorales sont : Valençay (26 km), Châteauroux (39 km), Le Blanc (46 km), Issoudun (53 km) et La Châtre (72 km).

### Hameaux et lieux-dits
Les hameaux et lieux-dits de la commune sont : les Bourdins, les Péreaux, les Reboisières, la Courandrie, le Beauchoux, la Bodellerie, la Boutterie, la Basse et la Haute Méchinière, Augnais, Dardoux, la Maison Michau, la Beaudrinière, la Pinboisière, la Beaugerie, la Bénardière, la Burerie, la Clémendière, la Droitière, la Giraudière, la Malotterie, la Pierre, la Pinaudière et la Reculée. Le Château, le Colombier, la Grelonne et la Coifferie.

### Géologie et hydrographie
La commune est classée en zone de sismicité 2, correspondant à une sismicité faible.
Le territoire communal est arrosé par la rivière Indrois.

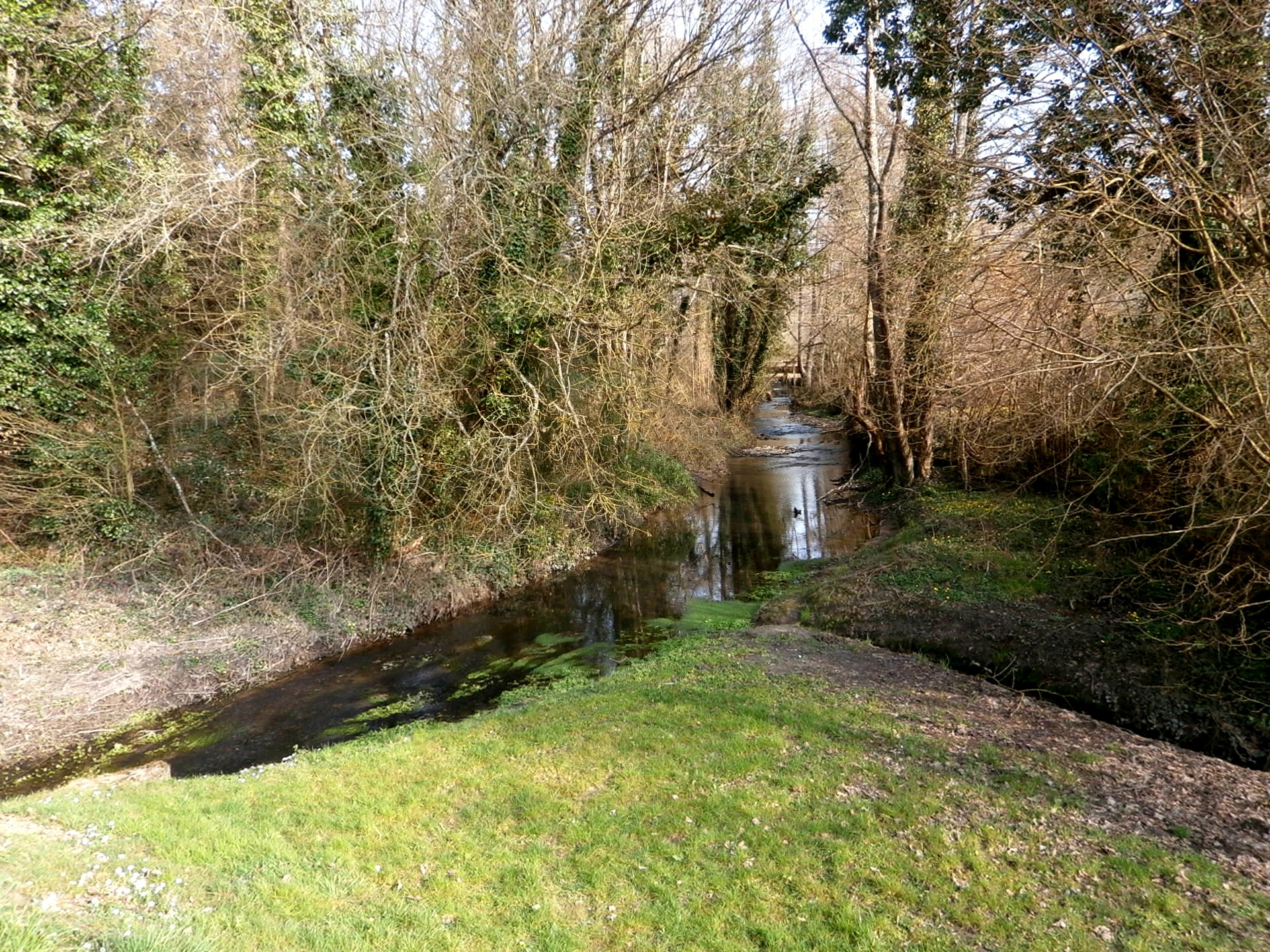
La rivière Indrois en 2015.

### Climat
Pour des articles plus généraux, voir Climat du Centre-Val de Loire et Climat de l'Indre.
En 2010, le climat de la commune est de type climat océanique dégradé des plaines du Centre et du Nord, selon une étude du CNRS s'appuyant sur une série de données couvrant la période 1971-2000. En 2020, Météo-France publie une typologie des climats de la France métropolitaine dans laquelle la commune est exposée à un climat océanique altéré et est dans la région climatique Centre et contreforts nord du Massif Central, caractérisée par un air sec en été et un bon ensoleillement.
Pour la période 1971-2000, la température annuelle moyenne est de 11,2 °C, avec une amplitude thermique annuelle de 15,2 °C. Le cumul annuel moyen de précipitations est de 746 mm, avec 11,7 jours de précipitations en janvier et 7 jours en juillet. Pour la période 1991-2020, la température moyenne annuelle observée sur la station météorologique de Météo-France la plus proche, sur la commune de Pellevoisin à 10 km à vol d'oiseau, est de 12,4 °C et le cumul annuel moyen de précipitations est de 798,0 mm,. Pour l'avenir, les paramètres climatiques de la commune estimés pour 2050 selon différents scénarios d'émission de gaz à effet de serre sont consultables sur un site dédié publié par Météo-France en novembre 2022.

### Voies de communication et transports
Le territoire communal est desservi par les routes départementales : 13 et 64
.
La gare ferroviaire la plus proche est la gare de Loches, à 28 km.
Préaux n'est pas desservie par des dessertes de bus.
L'aéroport le plus proche est l'aéroport de Châteauroux-Centre, à 48 km.
Le territoire communal est traversé par le sentier de grande randonnée de pays de Valençay.

## Urbanisme

### Typologie
Au 1er janvier 2024, Préaux est catégorisée commune rurale à habitat très dispersé, selon la nouvelle grille communale de densité à sept niveaux définie par l'Insee en 2022.
Elle est située hors unité urbaine et hors attraction des villes,.

### Occupation des sols
L'occupation des sols de la commune, telle qu'elle ressort de la base de données européenne d’occupation biophysique des sols Corine Land Cover (CLC), est marquée par l'importance des territoires agricoles (83,7 % en 2018), en diminution par rapport à 1990 (86,3 %). La répartition détaillée en 2018 est la suivante :
terres arables (51 %), prairies (30,7 %), forêts (16,3 %), zones agricoles hétérogènes (2,1 %). L'évolution de l’occupation des sols de la commune et de ses infrastructures peut être observée sur les différentes représentations cartographiques du territoire : la carte de Cassini (XVIIIe siècle), la carte d'état-major (1820-1866) et les cartes ou photos aériennes de l'IGN pour la période actuelle (1950 à aujourd'hui).

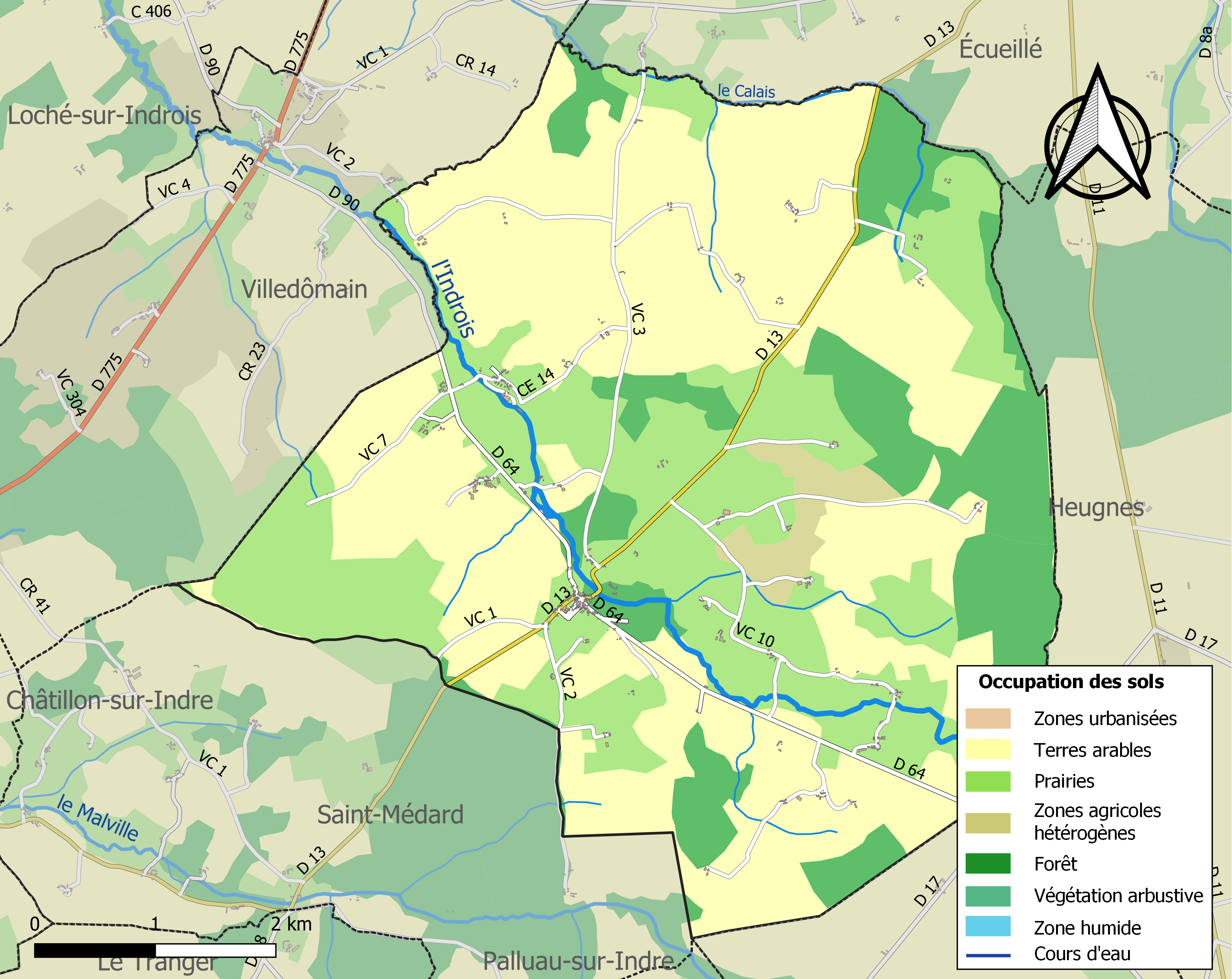
Carte des infrastructures et de l'occupation des sols de la commune en 2018 (CLC).

### Logement
Le tableau ci-dessous présente le détail du secteur des logements de la commune :
| Date du relevé                                              | 2013   |
| Nombre total de logements                                   | 145    |
| Résidences principales                                      | 66,9 % |
| Résidences secondaires                                      | 28,1 % |
| Logements vacants                                           | 15 %   |
| Part des ménages propriétaires de leur résidence principale | 80,7 % |

### Risques majeurs
Le territoire de la commune de Préaux est vulnérable à différents aléas naturels : météorologiques (tempête, orage, neige, grand froid, canicule ou sécheresse), feux de forêts, mouvements de terrains et séisme (sismicité faible). Un site publié par le BRGM permet d'évaluer simplement et rapidement les risques d'un bien localisé soit par son adresse soit par le numéro de sa parcelle.
Pour anticiper une remontée des risques de feux de forêt et de végétation vers le nord de la France en lien avec le dérèglement climatique, les services de l’État en région Centre-Val de Loire (DREAL, DRAAF, DDT) avec les SDIS ont réalisé en 2021 un atlas régional du risque de feux de forêt, permettant d’améliorer la connaissance sur les massifs les plus exposés. La commune, étant pour partie dans les massifs de Heugnes et de Saint-Médard, est classée au niveau de risque 3, sur une échelle qui en comporte quatre (1 étant le niveau maximal).

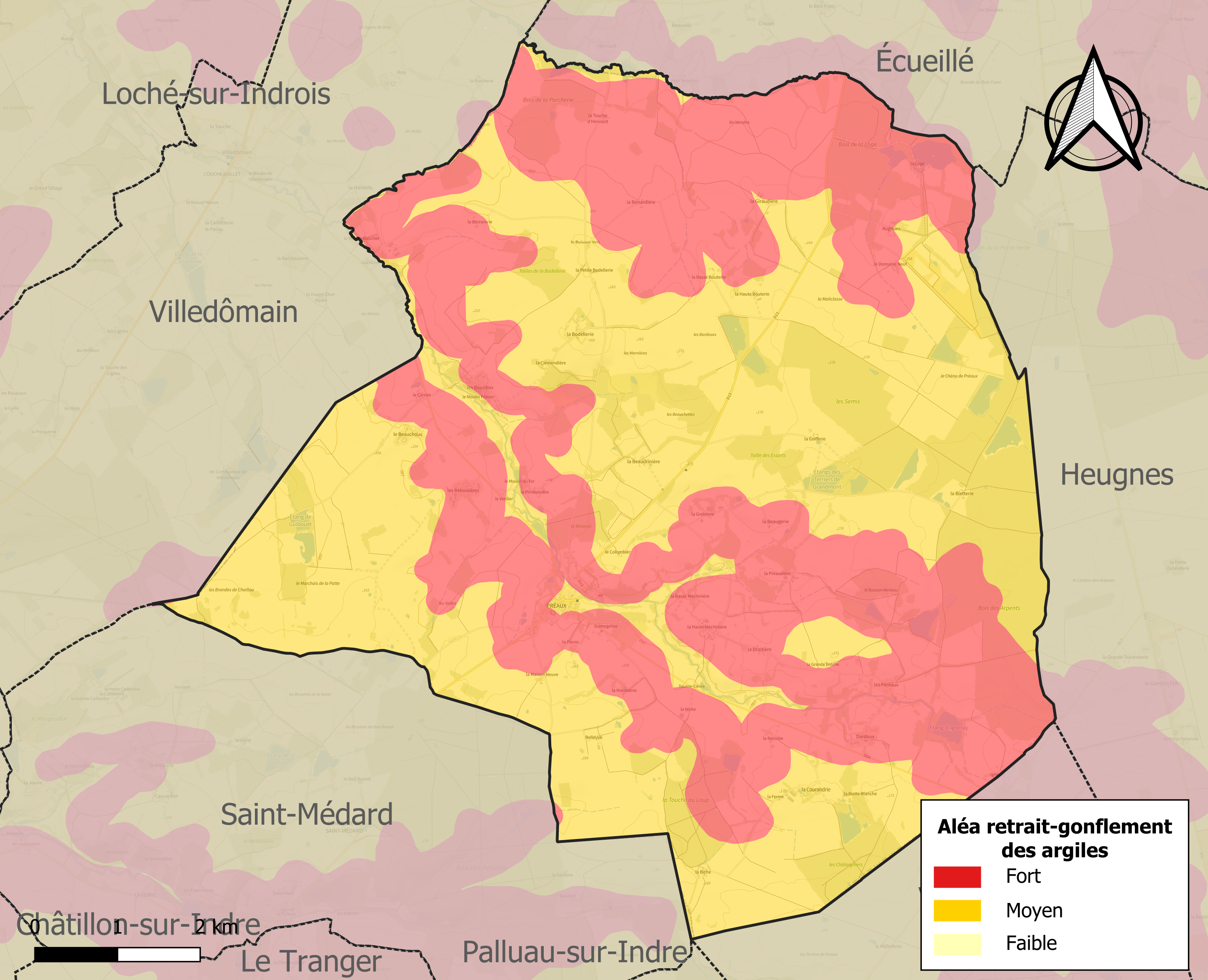
Carte des zones d'aléa retrait-gonflement des sols argileux de Préaux.

Les mouvements de terrains susceptibles de se produire sur la commune sont des tassements différentiels.
Le retrait-gonflement des sols argileux est susceptible d'engendrer des dommages importants aux bâtiments en cas d’alternance de périodes de sécheresse et de pluie. La totalité de la commune est en aléa moyen ou fort (84,7 % au niveau départemental et 48,5 % au niveau national). Sur les 143 bâtiments dénombrés sur la commune en 2019, 143 sont en aléa moyen ou fort, soit 100 %, à comparer aux 86 % au niveau départemental et 54 % au niveau national. Une cartographie de l'exposition du territoire national au retrait gonflement des sols argileux est disponible sur le site du BRGM,.
Concernant les mouvements de terrains, la commune a été reconnue en état de catastrophe naturelle au titre des dommages causés par la sécheresse en 1989, 1991 et 1992 et par des mouvements de terrain en 1999.

## Toponymie
Ses habitants sont appelés les Préaltiens.

## Histoire
La commune est située dans l'ancienne province de Touraine.

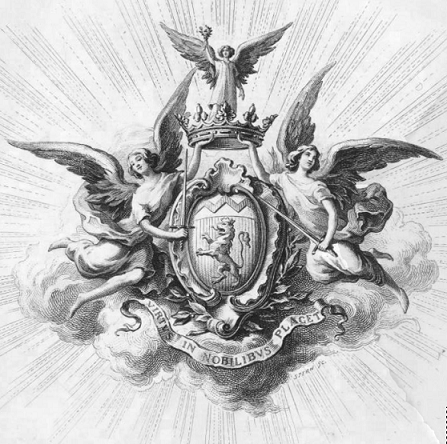
Armoiries de la famille de Préaulx.

Autrefois dénommée Saint Christophe, cette terre reçut son nom de la famille de Préaulx.
Le premier de la filiation suivie de la famille de Préau(l)x est Raoul seigneur de Préaux, marié à Marguerite de la Forest et qualifié noble homme, messire et chevalier  dans un contrat du 16 novembre 1232. Le dernier marquis de Préaulx fut Amaury, né en 1906, mort en 1971. La dernière comtesse de Préaulx mourut en 1977 à Préaux. Elle était la veuve du comte René de Preaulx mort en 1934 à l'âge de 45 ans des suites des gazages de la Première Guerre mondiale.
La commune a accueilli la future chanteuse Barbara fuyant les persécutions nazies pendant la Seconde Guerre mondiale. En 1944, la commune abrita le terrain d'atterrissage clandestin Riesling où sont parachutées les armes destinées au maquis de Buzançais-Sainte-Gemme.
La commune fut rattachée de 1801 à 2015 au canton d'Écueillé.

## Politique et administration
La commune dépend de l'arrondissement de Châteauroux, du canton de Valençay, de la deuxième circonscription de l'Indre et de la communauté de communes Écueillé - Valençay.
Elle dispose d'une agence postale communale.
| Période                                  | Période        | Identité           | Étiquette | Qualité                                 |
| ---------------------------------------- | -------------- | ------------------ | --------- | --------------------------------------- |
| octobre 1944                             | décembre 1944  | Alexandre Beigneux | ?         | Propriétaire foncier                    |
| décembre 1944                            | septembre 1965 | Frédéric Robin     | ?         | Cultivateur                             |
| décembre 1965                            | mars 1983      | Jean Virault       | ?         | Ingénieur technicien Ponts et Chaussées |
| mars 1983                                | juin 1995      | Eudes Brunet       | ?         | Agriculteur                             |
| juin 1995                                | mars 2001      | Bruno Chauveau     | ?         | Technicien tachygraphe                  |
| mars 2001                                | mars 2008      | Raymonde Cosson    | DVD       | Mère de famille                         |
| mars 2008                                | mars 2014      | Christian Simon    | DVD       | Expert judiciaire                       |
| mars 2014                                | En cours       | Guy Lévêque        | DVD       | Agriculteur retraité                    |
| Les données manquantes sont à compléter. |                |                    |           |                                         |

## Population et société

### Démographie
L'évolution du nombre d'habitants est connue à travers les recensements de la population effectués dans la commune depuis 1793. Pour les communes de moins de 10 000 habitants, une enquête de recensement portant sur toute la population est réalisée tous les cinq ans, les populations de référence des années intermédiaires étant quant à elles estimées par interpolation ou extrapolation. Pour la commune, le premier recensement exhaustif entrant dans le cadre du nouveau dispositif a été réalisé en 2005.

En 2022, la commune comptait 172 habitants, en évolution de +6,83 % par rapport à 2016 (Indre : −3 %, France hors Mayotte : +2,11 %).
| 1793 | 1800 | 1806 | 1821 | 1831 | 1836 | 1841 | 1846 | 1851 |
| ---- | ---- | ---- | ---- | ---- | ---- | ---- | ---- | ---- |
| 442  | 453  | 477  | 496  | 497  | 511  | 475  | 510  | 538  |

| 1856 | 1861 | 1866 | 1872 | 1876 | 1881 | 1886 | 1891 | 1896 |
| ---- | ---- | ---- | ---- | ---- | ---- | ---- | ---- | ---- |
| 581  | 596  | 600  | 648  | 705  | 649  | 646  | 712  | 706  |

| 1901 | 1906 | 1911 | 1921 | 1926 | 1931 | 1936 | 1946 | 1954 |
| ---- | ---- | ---- | ---- | ---- | ---- | ---- | ---- | ---- |
| 690  | 660  | 689  | 627  | 602  | 573  | 578  | 521  | 501  |

| 1962 | 1968 | 1975 | 1982 | 1990 | 1999 | 2005 | 2006 | 2010 |
| ---- | ---- | ---- | ---- | ---- | ---- | ---- | ---- | ---- |
| 427  | 378  | 332  | 249  | 227  | 184  | 162  | 166  | 162  |

| 2015 | 2020 | 2022 | - | - | - | - | - | - |
| ---- | ---- | ---- | - | - | - | - | - | - |
| 161  | 168  | 172  | - | - | - | - | - | - |

### Enseignement
La commune ne possède pas de lieu d'enseignement.

### Médias
La commune est couverte par les médias suivants : La Nouvelle République du Centre-Ouest, Le Berry républicain, L'Écho - La Marseillaise, La Bouinotte, Le Petit Berrichon, France 3 Centre-Val de Loire, Berry Issoudun Première, Vibration, Forum, France Bleu Berry et RCF en Berry.

## Économie
La commune se situe dans la zone d’emploi de Châteauroux et dans le bassin de vie de Châtillon-sur-Indre.
La commune se trouve dans l'aire géographique et dans la zone de production du lait, de fabrication et d'affinage des fromages Valençay et Sainte-maure-de-touraine.

## Patrimoine

### Le château
La famille de Préaulx fit bâtir un premier château dont ne reste aujourd'hui qu'une tour ronde. À cette tour est accolé au XVIe siècle un nouveau château qui fut brûlé lors des guerres de Religion et dont subsiste un corps de logis avec de nombreuses fenêtres à meneaux ainsi qu'une chapelle. Au XVIIIe siècle, à la suite de deux alliances avec la famille de Meaulne, la famille de Preaulx délaisse un peu le berceau familial de Préaux et s'installe dans le Maine. Au milieu du XIXe siècle un incendie ravage en partie le château. Le comte Charles-Marie de Preaulx le restaure et l'agrandit. Il y ajoute une aile et le réaménage complètement. Pendant la Seconde Guerre mondiale, le château est loué à la famille Say. Sa belle-fille, la dernière comtesse de Preaulx (veuve du comte René de Preaulx mort en 1934 des suites des gazages de la guerre de 14-18) décède en 1977. Brouillée avec ses héritiers, elle lègue le château, tous les meubles, tableaux et objets historiques le garnissant ainsi que l'ensemble de ses nombreux biens à l'ARC (Association pour la recherche sur le cancer dont les malversations de Jacques Crozemarie, son fondateur, défrayèrent la chronique dans les années 90).
Le château et ses terres ont été rachetés en décembre 2022 par Thibaut de Bougrenet, comte de La Tocnaye (Acte de vente du 30 Décembre 2022 chez Maître Gonnot à Levroux - 36), qui s’est fixé pour objectif de restaurer cette demeure et d’y vivre à plein temps avec sa famille.

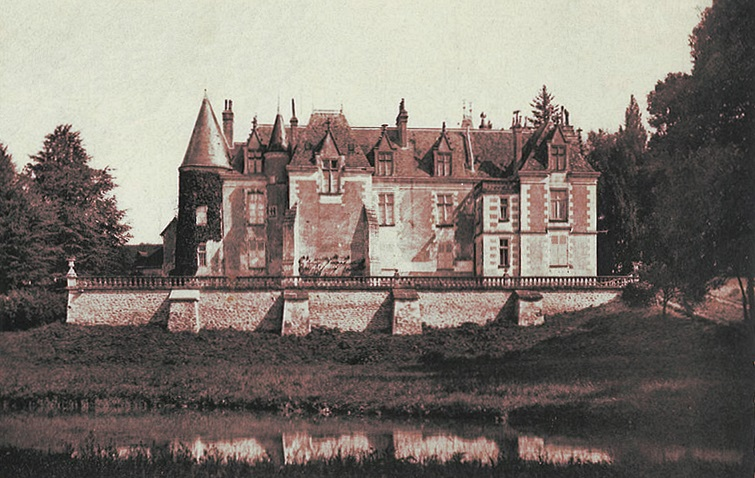
Le château de Préaux vers 1900.

### L'église
L'église paroissiale Notre-Dame fut bâti en 1892, en remplacement de l'ancienne église qui menaçait de tomber en ruine. Le clocher fut ajouté en 1902. Elle contient deux grands vitraux qui représentent :
- le comte Raoul de Preaulx, né en 1880, mort pour la France le 26 novembre 1914, chevalier de la Légion d'honneur,
- le comte Carl de Preaulx, frère du précédent, né en 1885, mort pour la France des suites de ses blessures le 24 janvier 1920. Il fut trois fois blessé, cinq fois cité et fait lui aussi chevalier de la Légion d'honneur.

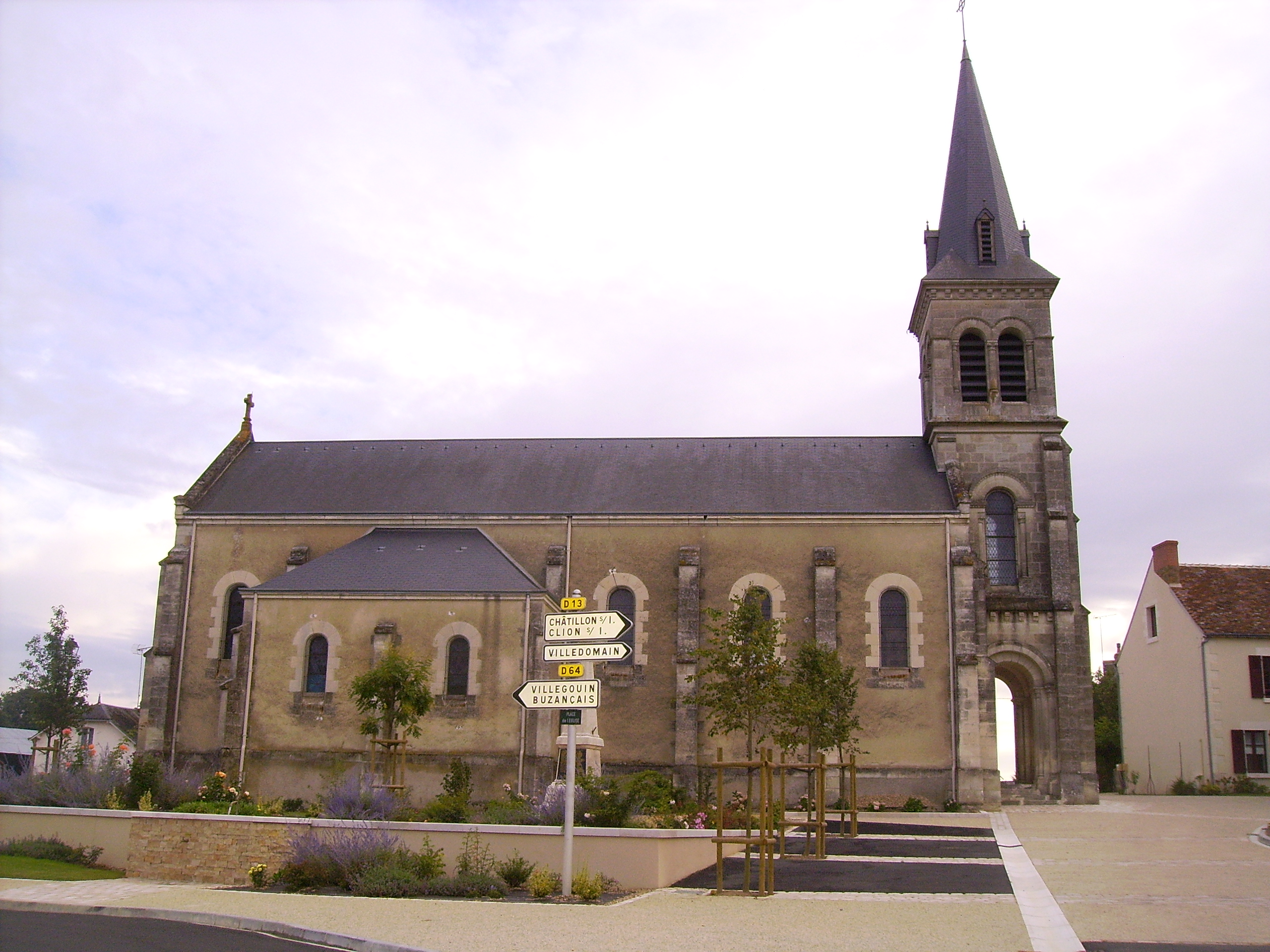
L'église en 2008.

### Le Lavoir
Situé près du pont sur l'Indrois, route d'Ecueillé, il a été restauré.

### Labels et distinctions
Préaux a obtenu au concours des villes et villages fleuris le prix régional de l'Aménagement de l'Espace Communal Rural en 2011.